# Work 66-2
Work 66-2 es una obra plástica realizada por el pintor, escultor y grabador japonés Takesada Matsutani en 1966. Esta obra hace parte del trabajo que Matsutani realizó durante su participación en el colectivo artístico radical Gutai, fundado por Jiro Yoshihara en 1945. En esta obra se puede apreciar lo que resultaría siendo el material utilizado por excelencia por parte del artista, el adhesivo de vinilo, y con la que destacaría por el resto de su carrera de creación artística. La necesidad por renovar que surge por el contexto de Japón en la posguerra se puede ver manifestada la obra de Matsutani por la particularidad del material y de la composición de sus obras, impulsada por la ideología del grupo Gutai al que perteneció hasta el fin de este.  Este se ve reflejado en la búsqueda de la innovación de la materialidad y la técnica. Según esto, Work 66-2 podría explicarse como una de las muestras de la necesidad por encontrar nuevos valores en el arte japonés que pudieran sopesar los daños que dejó la guerra en la cultura y sociedad.

## Descripción formal

### Composición y color
Respecto a los aspectos formales de la obra, es importante tener en cuenta que la renovación de los valores en el arte involucraba también un cambio en la forma que este tenía. Estas innovaciones se podían encontrar principalmente en las nuevas maneras de trabajar con materiales industriales, para hacer composiciones que no eran posibles con medios tradicionales. En primer lugar, el objeto principal de la obra es la figura circular e irregular que ocupa la mayoría del lienzo, dentro de la cual hay una gota que a la vez ocupa gran cantidad del espacio que el círculo irregular crea al interior del cuadro. En esta obra, al no ser derivada de una imagen real, no se puede hacer una diferenciación clara en la composición por planos, pero las diferentes secciones son delimitadas por los volúmenes y los colores. Las tonalidades principalmente oscuras del cuadro generan un contraste con los tonos amarillos de la gota y el contorno del círculo. Los colores del cuadro se dan entre las variaciones del azul y verde grisáceo, café, dorado y el predominante negro en el fondo que, a diferencia de los otros colores, es completamente opaco. También, el fondo blanco da la impresión de que no hay un soporte sobre el cual se haya colocado el adhesivo de vinilo, sino que la obra solamente se compone de esta burbuja. Por la manera en la que Matsutani utiliza los tonos en su composición se puede comprender que estos tenían la función principal de resaltar las particularidades del pegamento utilizado, dándole protagonismo en el trabajo. Dentro del trabajo de este artista, es importante el concepto de ‘yokahu’, el cual se refiere a los espacios en blanco en las obras, como es el fondo en este caso. Matsutani considera que la composición se puede dar porque existe tanto la marca como el vacío y que no podría existir uno sin el otro. Con esta misma lógica, los espacios que se crean en la composición y sus diferencias son aquello que permiten que la obra se constituya como un todo.  

### Materialidad
Los cambios en la manera en la que la luz se refleja se deben a la tridimensionalidad y el medio de cada una de las partes de la composición. El fondo negro, delimitado por el círculo irregular, no refleja la luz ya que esta es la parte hecha con óleo, lo cual hace que no haya ningún tipo de brillo dentro de esta y que se puedan notar algunas de las pinceladas más gruesas. Por otro lado, el material menos convencional en esta obra es el adhesivo de vinilo, el cual se puede distinguir en el cuadro por los reflejos generados por la iluminación y las variaciones en el volumen. Este componente fue uno de los más utilizados por Matsutani e impulsado por la experimentalidad de Gutai. El artista afirma que lo encontró por accidente, pero al comenzar a trabajar notó que este le permitía darle a su trabajo la esencia sensual y orgánica que buscaba. La elección por este material podría sugerir que Matsutani quería integrar el espíritu que se quería conservar con materiales industriales, para que de esta manera perduraran los ideales japoneses relacionados al alma en un lenguaje que se adaptaba a las necesidades del nuevo arte.

### Técnica
Las primeras experimentaciones de Matsutani con el adhesivo de vinilo se basaron en colocarlo sobre un lienzo y posteriormente girarlo para que la parte superior quedara suspendida hacia abajo y dejarlo reposar. El pegamento se secaba muy lentamente, pues se necesitaba esperar que el agua se evaporara y el vinilo se pudiera solidificar por completo. Posteriormente, Matsutani descubrió que tenía un mejor resultado al trabajar con dicho componente sobre una superficie más compacta y, luego, modificar la forma para darle volumen.  En Work 66-2, el uso del adhesivo de vinilo consiste en la creación de una capa gruesa del adhesivo sobre la superficie en la que se trabajaría y, antes de que se secara por completo, soplar de manera delicada bajo esta para crear una burbuja que se mantendría una vez el material estuviera solidificado. De esta manera, el artista logra jugar con el concepto de tridimensionalidad, sin que su trabajo sea catalogado como una escultura. Esto se evidencia en el contorno del círculo irregular y la gota en el centro, pues se encuentran elevados y debido a que están hechos en este material se puede ver el reflejo de la iluminación sobre ellos. En el proceso del artista, había un último paso en el que intervenía la obra sutilmente con otras herramientas para que quedara con la apariencia que deseaba, lo cual se muestra especialmente en la textura final de la gota. Referente al soporte, el lienzo sobre contrachapado permite que el artista pueda utilizar el adhesivo de vinilo sin que este modifique la forma del lienzo mientras estaba en el proceso de solidificación.

## Interpretación de la obra
Para Matsutani, las burbujas de adhesivo de vinilo son representaciones de la quietud, el movimiento y el tiempo suspendido, formadas por medio de volúmenes orgánicos y sensuales, inspiradas en la materia observada a través de los microscopios.

### Espíritu Gutai
Para el colectivo, era de alta importancia explicar por medio de su arte que, después de la guerra, Japón había quedado destruido en cuanto a lo material, pero que era imposible que se afectara su espiritualidad: 

Materialmente, nos destruyeron por completo, pero espiritual y artísticamente no lo lograron. Teníamos cosas profundas antes de la guerra, nunca las perdimos.
Takesada Matsutani

Por medio de las obras creadas en este periodo posterior a la ocupación de Japón por parte de las fuerzas aliadas los artistas de Gutai podían crear algo que surgiera del interior de cada uno de ellos pero que pudiera ir mucho más allá del lienzo, esto siendo posteriormente conocido como el espíritu de Gutai. Desde que comenzó su participación en el movimiento, siempre fue impulsado a explorar distintas materialidades y técnicas para seguir el mantra de Yoshihara de “Hacer lo que nunca se ha hecho antes”. Como se mencionó anteriormente, Matsutani encontró su propia interpretación del mantra a través del adhesivo de vinilo utilizado para formar burbujas estáticas en el espacio y tiempo, tal como la que se encuentra en Work 66-2.

## Contexto de la obra

### Matsutani en Gutai
Para comprender de mejor manera el contexto en el que se enmarca la obra en cuestión se debe entender lo que fue Gutai durante la Posguerra en Japón. Cabe remarcar que este grupo surgió en Osaka en el año de 1954, con la posición de un colectivo artístico radical, enfocado en la coyuntura dada por el después de la Segunda Guerra Mundial. En este periodo, la cultura, sociedad y pensamiento japonés cambiaron radicalmente; transformación que se vio manifestada en el arte ante la necesidad de renovar aquellos valores que se habían perdido. La exploración de medios tenía la intención de encontrar nuevas maneras de generar un énfasis en la relación del cuerpo, el tiempo, la materia y el espacio, rechazando las formas tradicionales de arte y dando mayor importancia a la acción, a espontaneidad y la inmediación: 

Esta libertad, que Gutai sentía, era un prerrequisito absoluto para la creación de obras verdaderamente originales y era manifestada en el determinado énfasis de la acción, en lugar del énfasis en el producto final.
Joan Kee

Gutai, significando concreto y encarnación, era la consolidación de la libertad de expresión para reconstruir en un escenario internacional todo aquello que se había perdido en la guerra.
Para Matsutani, la mentalidad del colectivo siempre fue llamativa, pues le gustaba la energía que emanaba del trabajo de los demás artistas, pues sugería que la mentalidad creativa no había muerto. Work 66-2 es una de las diversas y novedosas expresiones artísticas en las que se manifiesta la esencia de Gutai, con la intención de crear una nueva conversación entre el espíritu y la materia. Para los artistas japoneses de la época, esto significó mucho más que una innovación en el arte, pues también representó la nueva mentalidad con la que se enfrentarían a las inmensas pérdidas que trajo consigo la guerra. Con esta nueva ideología sentando las bases para la reconstrucción lograrían restablecer la normalidad de lo material con la fuerza de su espíritu y retornar a la vida con nuevas herramientas y expresiones artísticas para enfrentarla.

### Matsutani en París
A pesar de que Matsutani hizo parte de Gutai por un periodo extenso, no toda su vida artística se basó en Japón. En 1966, gracias a una beca comienza a trabajar en un taller artístico de París y su arte entra en contacto por primera vez con el mundo occidental, donde se quedaría por los próximos 50 años. Work 66-2 fue realizada durante el primer año de Matsutani en París, durante su estadía en Atelier 17. Esto indica que la obra fue creada en un contexto en el que el artista contaba con una fuerte influencia del espíritu de Gutai, pero que, a la vez, estaba buscando una nueva mentalidad que le permitiera explorar el arte como se conocía en Europa. Todo lo anterior resulta relevante porque es una introducción del arte de posguerra japonés al mundo de occidente; además, sería el primer contacto del artista japonés con un centro artístico, en el que previamente se había dado una fusión entre las vanguardias europeas y el Expresionismo Abstracto estadounidense.

## Recepción de la obra
Las obras producidas por artistas pertenecientes al colectivo radical Gutai fueron recibidas de distintas maneras según el momento y la zona en la que fueron producidas. Como se mencionó anteriormente, el reconocimiento del arte japonés por parte de occidente fue tardío porque no se comprendía qué era lo que Gutai estaba realizando. Además, el Expresionismo Abstracto y el Informalismo tenían el foco de atención del mundo del arte. En particular, el arte de Takesada Matsutani puede comprenderse desde dos momentos de recepción, que pueden explicar más claramente la decisión del artista por permanecer definitivamente en París.

### Recepción en Japón
El arte creado por Gutai fue omitido durante su tiempo de actividad, debido a la fuerte posición y rompimiento político que manifestaban frente al consumismo capitalista. Este punto de vista, principalmente presente en la capital, se puede comprender con la crítica de Sanami Hajime, quien dice que el arte Gutai consistía en trabajos inmaduros que no podían compararse los medios establecidos como la pintura y la escultura. Matsutani explica que es posible que esto se haya dado de esta manera en Japón por la resistencia que presentaba el grupo hacia la situación menos igualitaria y mercantil que sucedía en Tokio, además de su evidente ruptura hacia un arte más enfocado en las acciones y en los registros de estas.

### Recepción en occidente
La llegada de Matsutani a Europa en 1966 permitió que su arte no se limitara a la duración del colectivo, como sucedió con otros artistas pertenecientes al mismo. Las obras que produjo en París, como el trabajo discutido, tuvieron una mejor recepción en el sentido en que no eran censuradas u omitidas por las instituciones. No obstante, el reconocimiento se ha dado hasta años más recientes, cuando es más fácil comprender los ideales del grupo desde otros lados del mundo y cuando los problemas abordados ya no están activos. Work 66-2 no es una obra política o socialmente radical, pero es transgresora porque rompe con los ideales estéticos del arte oriental, por lo que su recepción en occidente estuvo caracterizada por un interés hacia la exploración proveniente de otros países, en la que se conjugaban las dos culturas. También, los trabajos cercanos a la obra analizada siguen siendo llamativos hasta la actualidad por la evidente consolidación del estilo artístico de Matsutani. Múltiples exposiciones contemporáneas muestran interés por el arte del artista japonés, que ya no solo está definido por un fuerte sentido de exploración, sino que muestra el progreso de toda su trayectoria artística.

## Implicaciones de la obra
Work 66-2 no es una obra que normalmente se considere como una de las más relevantes en el arte de posguerra, sin embargo, en su contexto específico, marcó una ruptura por su particular búsqueda de una identidad a través del carácter esencial del medio trabajado. Matsutani encontró que los materiales le proveerían a sus trabajos la sensualidad y aspecto orgánico que necesitaban, pero que, al mismo tiempo, le abrirían las puertas hacia la originalidad y conservación del espíritu que buscaba desde Gutai. De esta manera, logró ser parte de toda una generación en la que, después de estar expuestos a la destrucción total, encontraron valores en los materiales que les permitirían construir un nuevo sentido de pertenencia. 

## Trabajos similares
Paralelo a esta obra, existen otros ejemplos que muestran un uso similar de la materialidad y de la composición por parte del artista. La consistencia con la que el artista ha presentado su lenguaje pictórico a lo largo de su carrera ha demostrado su capacidad de seguir innovando, mientras se mantiene fiel a sus primeras influencias. Estas otras obras que pueden ser analizadas para comprender la continuidad en el trabajo de Matsutani se encuentran dentro del periodo de Gutai (1960-1967), en el que trabajos como Object 6-B White Circle, Work 66 Life y Circle-2 presentan aplicaciones de la misma técnica y materiales, pero con ligeras variaciones en algunos aspectos visuales como la composición, las tonalidades y volúmenes.